# Tim van Wijngaarden
Teunis Cornelis (Tim) van Wijngaarden (Giessenburg, 11 februari 1979) is een Nederlandse cabaretier die vooral actief is in de christelijke hoek.

## Levensloop
Van Wijngaarden was de tweede in een gezin van vier kinderen en groeide op in Giessenburg. Hij volgde het basisjaar van de Evangelische Hogeschool en studeerde daarna filosofie en natuurkunde. Daarna ging hij aan de slag als docent op een middelbare school.
Samen met Reyald Bogerd en Teus Visser begon Van Wijngaarden in 1998 de cabaretgroep Voorwaar die vooral in christelijke kringen actief was. In 2002 strandde de groep in de voorronde van het Leids Cabaret Festival. De groep maakte in totaal vijf programma's en stopte in 2008. Van Wijngaarden ging daarna verder als solo-artiest onder de naam Timzingt. Onder die naam treedt hij op in kerken en bij christelijke organisaties en evenementen. Sinds 2012 heeft Van Wijngaarden een column in de EO-gids Visie.
Van Wijngaarden is ambassadeur van Tearfund. 

## Persoonlijk
Van Wijngaarden is getrouwd en heeft vier kinderen. Hij is lid van een evangelische gemeente.

## Publicatie
- Heus niet voor elke dagboek, Ark Media, 2022, ISBN 9789033803208